# 게이 아이콘으로서의 주디 갈런드

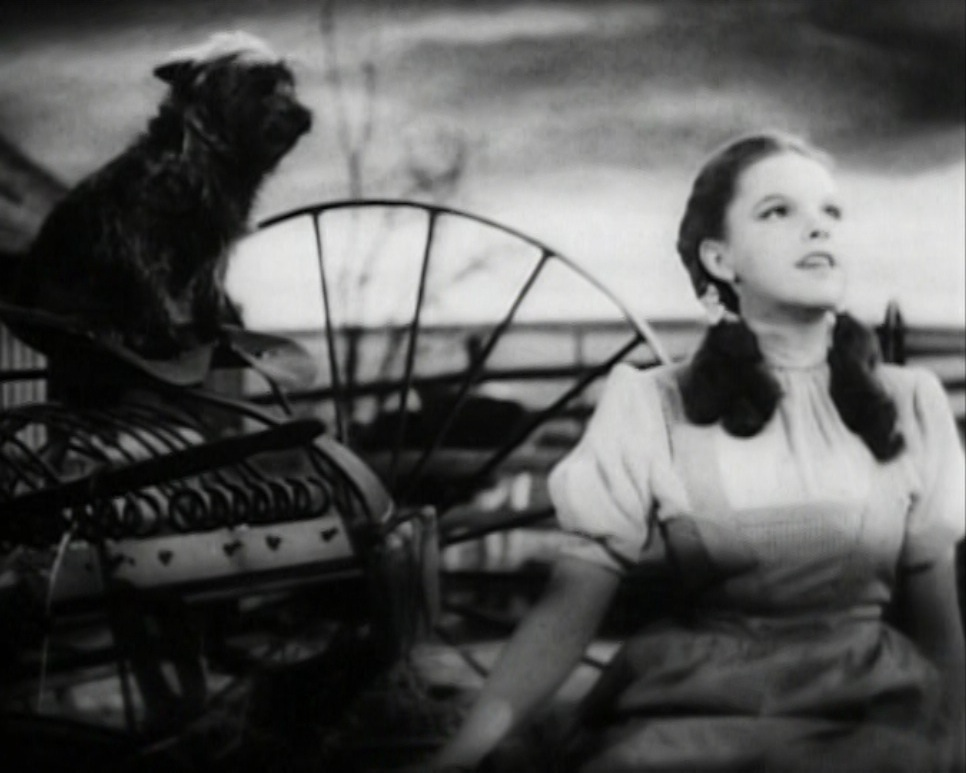
영화 오즈의 마법사(1939)에서 도로시 역을 맡은 주디 갈런드의 모습

여배우 주디 갈런드(1922–1969)는 게이 아이콘으로 널리 알려져 있다. 잡지 디 애드버킷은 갈런드를 "동성애자들의 엘비스"라고 칭했다. 미국의 동성애자들은 연기자로서의 능력 뿐만 아니라, 전성기 시절 갈런드가 개인적으로 싸워 왔던 일과 동성애자들의 투쟁에 대한 동질감, 캠프를 대표하는 사람으로서의 가치 등으로 갈런드를 게이 아이콘으로 투영시켰다. 특히 오즈의 마법사에서 도로시 게일 역을 맡으며 게이 아이콘으로서의 지위를 확고히 했다.

## 비극적 인물로서의 갈란드
갈런드와 게이 정체성과의 양상은 1967년 초 주류에서도 논의되었다. 타임지는 갈런드의 1967년 팰리스 극장 공연에 대하여 "박수를 쳐주는 사람들이 동성애자인 것 같다"는 말을 남겼다. 타임지는 이어 "타이트한 바지를 입은 소년들(타임이 게이 남성을 묘사하기 위해 사용했던 문구로, 또 다른 게이 아이콘인 마를레네 디트리히를 묘사할 때 '꽉 끼는 바지를 입은 황홀의 젊은이들'이라고 표현하였다)이 갈런드가 공연하는 동안 '눈을 굴리고, 머리를 쥐어뜯으며, 사실상 자리에서 공중부양하는 것 같았다.'"고 글을 썼다. 타임지는 이어 갈런드가 동성애자에게 호소한 이유를 설명하려 시도했고, 정신과 의사들과의 이야기 끝에 "갈런드의 대한 매력은 그녀가 너무나 많은 문제에서 살아남았고, 동성애자들은 그러한 종류의 히스테리를 자신들과 동일시했다", "주디는 매맞는 삶을 살았고, 궁지에 몰렸으며, 궁극적으로는 더욱 남성적인 사람이 되어야 했다. 그녀는 동성애자들이 갖고 싶어하는 힘을 가지고 있었고, 동성애자들은 그런 그녀를 우상화함으로써 남성성을 얻으려고 했다."고 표현하였다.
작가 윌리엄 골드만은 에스콰이어에 실린 같은 팰리스 극장 공연에 대해, 공연을 보러 온 게이 남성들을 비하하며, 무절제하게 재잘거리는 패그(Fag)라고 표현하였다. 골드만은 이어 "동성애자들에게 적이 있다면, 그것은 나이이다. 그리고 갈런드는 무지개 너머의 영원한 젊음이다."라며 "동성애자들은 정체성을 고통과 동일시하는 경향이 있다. 그들은 박해를 받는 집단이고 고통을 이해한다. 그리고 갈란드도 마찬가지다. 그녀는 모든 음주와 이혼, 온갖 약과 남자, 체중 증가를 겪은 형제자매를 경험하고 살아왔다."고 글을 이었다.

## 갈란드와 캠프
게이 영화학자인 리처드 다이어는 주디 갈런드의 캠프에 대해 이야기할 때 캠프를 "반어, 과장법, 사소화(Trivialisation), 연극화(Theatricalisation) 그리고 진지하고 존경할 만한 것들을 조롱하는 양면성을 통해 지배적 문화의 가치, 이미지, 생산품을 다루는 게이 특유의 방식"이라고 표현하였다. 다이어는 이어 갈런드는 "그녀의 외모와 몸짓이 드래그로서 모방을 할 수 있었기 때문"에 캠프의 일부라고 언급하였으며, 또한 초기 메트로 골드윈 메이어 제작 영화에의 갈런드의 캠프를 "실패한 진지함" 속의 평범함이라고, 후기의 스타일은 "훌륭하게 지나쳤다"고 표현했다.

## 도로시의 친구

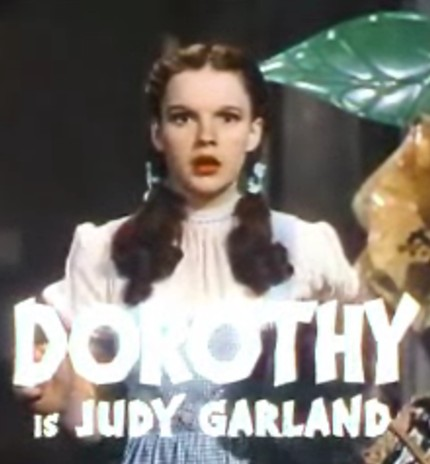
오즈의 마법사 트레일러에서의 주디 갈런드의 모습

갈런드와 성소수자 사회 사이의 연관성으로는 "도로시의 친구(Friend of Dorothy)"라는 말이 존재한다. 도로시의 친구는 갈런드가 영화 오즈의 마법사에서 도로시 게일을 연기하면서 유래한 것으로, 게이들이 서로를 게이로 식별하는 데 사용된 암호 구절이 됐다. 도로시가 캔자스에서 오즈로 떠나는 여정은 뭇 게이 남성들의 "작은 마을 생활의 한계에서 벗어나 크고 다채로우며 자신들을 반겨 줄 독특한 이들의 있는 곳으로 가기 위한 욕망"이 반영됐다.
영화에서 도로시는 버트 라의 캠프가 담긴 겁쟁이 사자를 포함해 자신과 다른 인물들을 지체없이 받아들인다. 겁쟁이 사자는 노래를 부르며 자신을 "여성스러운 남자"라고 밝히며 전형적인 게이의 매너리즘을 보여주었다. 그래서 갈런드가 게이를 대표하는 사자를 두말없이 받아들이는 상황에서 용어화(用語化)된 것으로 추측된다.

2011년 다큐멘터리 오즈의 기억(Memories of Oz)에서 게이 컬트 영화 감독이자 사회 풍자 작가인 존 워터스는 어린 시절 오즈의 마법사를 본 것에 대해 아래와 같이 말하였다.
[저는] 왜 도로시가 캔자스로 돌아가고 싶어하는지 항상 궁금해했던 유일한 아이였습니다. 왜 도로시는 자신에게 못살게 군 옷차림이 고약한 고모와 그녀가 있는 음산한 흑백 농장이 있는 곳으로 돌아가기를 원했을까요? 도로시는 마법 신발, 날개 달린 원숭이, 게이 사자와 함께 살 수 있었어요. 저는 결코 이해할 수 없었죠.

## 스톤월 항쟁

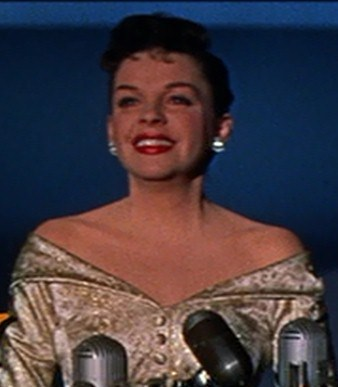
스타 탄생에서의 주디 갈런드의 모습

일부 사람들은 1969년 6월 27일 진행된 갈런드의 장례식과 이튿날 이른 시간에 시작된 동성애자 해방 운동의 발화점인 스톤월 항쟁 사이의 연관성을 제시하였다. 항쟁을 본 일부는 "주디 갈런드의 음반을 탐독하거나 카네기 홀에서 열리는 콘서트를 보러온 사람들이 대부분 아니었다. 그들은 당장 어디서 잠을 잘 것인지, 다음 식사는 어디서 올 것인지에 더 관심이 있었다"고 이야기하였다. 그러나 같은 역사 다큐멘터리에서 실비아 리베라는 스톤월 바에 갈런드의 장례식에 참석한 후 잔뜩 술에 취한 갈런드의 팬이 몇 명 있었다고 주장했다. 리베라는 그 날 무슨 일이 일어날 것 같은 기류가 있었다며 "제 생각에 주디 갈런드의 죽음은 우리를 세상에 알리도록 도와주었습니다"라고 언급하였다.
스톤월 인의 단골 사이에는 확실히 갈런드와의 접점이 존재하였다. 스톤월 인은 주류점으로 운영하기 위한 허가가 없었기 때문에 회원제 클럽 등으로 인식되었고 단골들은 서명을 해야 했다. 많은 사람들이 가명을 사용했고, "주디 갈런드"가 가장 많이 사용됐다. 항쟁의 진실과는 상관 없이 갈런드와 스톤월 사이의 연결점은 계속해 있어왔으며, 나이절 피치가 감독한 영화 스톤월에서 해당 모습이 그려졌다. 주인공인 보스토니아는 TV를 통해 갈런드의 장례식을 지켜보며 애도하는 모습이 연출되었으며, 이후 경찰의 습격에 갈런드의 노래가 흘러나오는 주크박스를 끄는 것을 거부하는 장면이 사용됐다.
타임지는 항쟁이 일어난 지 수십 년 후 아래와 같이 말했다.
봉기에 억눌린 분노(게이 바 탄압은 잔인하고도 일상적인 일이었다), 과도한 감정(불과 몇 시간 전 주디 갈런드의 장례식에서 수천 명이 눈물을 흘렸다)과 마약이 점철되어 일어났다. 17세의 크로스드레서가 경찰에게 끌려가자 그녀는 맞서 싸웠다. 경찰을 때린 그녀는 너무 취해 있던 나머지, 자신이 무엇을 하고 있는지 몰랐고 신경을 쓰지도 않았다.
갈런드의 딸인 로나 루프트는 자신의 어머니가 "거대하디거대한 인권의 옹호자"였으며, 갈런드라면 항쟁이 적절한 반응이라 생각했을 것이라고 언급하였다.

## 무지개기

LGBT의 상징인 무지개기의 모습

성소수자 사회의 상징이기도 한 무지개기는 갈런드가 부른 노래 〈Over the Rainbow〉에서 영감을 받았을 가능성이 존재한다. 갈런드가 부른 〈Over the Rainbow〉는 게이들이 "공공 생활에서 보여준 이미지가 주류 사회가 용납하지 않는 진정한 자아의식과 상충된다"는 점 때문에 "옷장의 소리(The sound of closet)"이라는 말로 묘사되기도 하였다.

## 가족과 친구
아버지를 비롯한 그녀의 삶에서 중요한 인물들도 게이였다. 그녀의 아버지 프랭크 검은 매우 젊은 남성이나 나이든 청소년들을 유혹하거나 적어도 함께 지내다가 떠나라는 말을 듣거나 활동이 발각되기 전에 자리를 옮기곤 했다. 갈런드의 두 번째 남편 빈센트 미넬리는 폐쇄적인 양성애자라는 소문이 돌았고, 네 번째 남편 마크 헤론은 동료 배우 헨리 브랜든과 오랜 기간 관계를 유지했지만 갈런드와의 결혼으로 인해 잠시 중단되었다. 그녀는 딸 라이자에게 미래의 남편인 오스트레일리아 가수 피터 앨런을 소개해 주었고, 그 역시 게이였다. 할리우드 경력 초기부터 갈런드는 공개적으로 게이인 친구 로저 에덴스, 찰스 월터스, 조지 큐커와 함께 MGM에서 일하는 직원들의 불만에 맞춰 게이바를 방문하는 것을 좋아했다.

### 참고 문헌
- Bianco, David (1999). 《Gay Essentials: Facts For Your Queer Brain》. Los Angeles: Alyson Publications. ISBN 1-55583-508-2.
- Duberman, Martin (1993). 《Stonewall》. New York: Dutton. ISBN 0-525-93602-5.
- Dyer, Richard (1986). Heavenly Bodies: Film Stars and Society. British Film Institute. ISBN 0-415-31026-1.
- Kaiser, Charles (1997). The Gay Metropolis 1940 – 1996. New York, Houghton Mifflin. ISBN 0-395-65781-4.
- Loughery, John (1998). The Other Side of Silence: Men's Lives and Gay Identities: A Twentieth Century History. Henry Holt and Company. ISBN 0-8050-3896-5.
- Miller, Neil (1995). Out of the Past: Gay and Lesbian History from 1869 to the Present. Vintage UK. ISBN 0-09-957691-0.
- The National Museum & Archive of Lesbian and Gay History (1996). The Gay Almanac. New York City, Berkeley Books. ISBN 0-425-15300-2.
- Smith, Bob (1997). Openly Bob. New York, William Morrow and Company. ISBN 0-688-15120-5.

## 같이 보기
- LGBT의 역사
- 퀴어 이론